# Mintaqah
Minṭaqah (în arabă مِنْطَقَة pronunție în arabă [ˈmintˤaqah]; plural arabă مَنَاطِق manāṭiq pronunție în arabă [maˈnaːtˤiq]) este primul nivel de diviziune administrativă în Arabia Saudită și Ciad și pentru o diviziunea administrativă de nivelul doi în mai multe țări arabe. Este adesea tradus ca regiune sau district, dar sensul literal este „regiune”, „zonă” sau chiar pur și simplu „loc”.

## Utilizare
- Zone din Kuweit (al doilea nivel, sub guvernorate)
- Regiuni din Bahrain (foste, de nivel superior, înlocuite de guvernorate)
- Regiuni din Oman (foste, de nivel superior, alături de guvernorate, acum doar guvernorate)
- Regiuni din Ciad (de nivel superior)
- Regiuni din Arabia Saudită (de nivel superior, deasupra guvernoratelor)
- Districtele Siriei (al doilea nivel, sub guvernorate) - A mintaqah în Siria a fost numit anterior qadaa.
- Districtele Israelului (de nivel superior)